# Aktywność promieniotwórcza
Aktywność promieniotwórcza – wielkość fizyczna równa szybkości rozpadu promieniotwórczego jąder atomowych danej próbki.

## Własności
Z powyższej definicji wynika, że w przypadku grupy {\displaystyle N_{0}} atomów scharakteryzowanych stałą rozpadu {\displaystyle \lambda } aktywność tych atomów jest proporcjonalna do aktualnej liczby jąder:
{\displaystyle A(t)=\left|{\frac {dN(t)}{dt}}\right|=-{\frac {dN(t)}{dt}}=-{\frac {dN_{0}e^{-\lambda t}}{dt}}=\lambda N_{0}e^{-\lambda t}=\lambda N(t),}
gdzie: {\displaystyle N(t)} – liczba jąder radionuklidu w chwili {\displaystyle t.} Zanik aktywności opisuje wyrażenie wykładnicze (przedostatnie z linijki powyżej):
{\displaystyle A(t)=\lambda N_{0}e^{-\lambda t}=A_{0}e^{-\lambda t},}
gdzie {\displaystyle A_{0}} jest aktywnością w momencie początkowym.
Aktywność nie zależy od prostych procesów fizycznych czy chemicznych jak zmiany temperatury, ciśnienia czy reakcje chemiczne.

## Jednostki
Jednostką aktywności jest bekerel, Bq:
1 Bq = 1 rozpad / 1 s
Popularną i historyczną jednostką pozaukładową jest kiur (jednostka miary):
1 Ci = 3,7 · 1010 Bq
1 Ci został zdefiniowany jako aktywność jednego grama radu-226.

## Wielkości pochodne
Aktywność przeliczoną na jednostkę masy substancji promieniotwórczej nazywamy aktywnością właściwą. Aktywność właściwą można też wyrażać względem długości (dla źródeł liniowych), powierzchni (dla źródeł płaskich) lub objętości.
Aktywność substancji pozbawionej zanieczyszczeń nazywana jest aktywnością własną.
Zobacz też: aktywność nasycenia

## Przykładowe wartości
| Materiał, obiekt, wydarzenie                                 | Aktywność [Bq] | Źródło promieniowania Uwagi      |
| ------------------------------------------------------------ | -------------- | -------------------------------- |
| Woda pitna, 1 dm³                                            | 0,4–40         | 222Rn i produkty jego przemiany  |
| Powietrze w pomieszczeniach mieszkalnych, 1 m³, Polska, 1997 | ok. 50         | 222Rn                            |
| Żywność, 1 kg suchej masy                                    | 100–1000       | 40K, 14C                         |
| Nawozy fosforowe (superfosfat), 1 kg                         | ok. 5000       | 238U                             |
| Ciało człowieka, 70 kg                                       | ok. 7000       | 40K, 14C                         |
| Laboratoryjne źródło promieniotwórcze                        | 1 000–100 000  | 137Cs                            |
| Ruda uranowa, 1 kg, 0,3% zawartości 238U                     | ok. 500 000    | 238U                             |
| 238U, 1 kg                                                   | ok. 107        | 238U                             |
| Częściowe stopienie reaktora w Three Mile Island, USA, 1979  | ok. 1012       | produkty rozszczepienia          |
| 239Pu, 1 kg                                                  | ok. 2·1012     | 239Pu                            |
| 60Co, 1 kg                                                   | ok. 4·1016     | 60Co                             |
| Zniszczenie reaktora w Czarnobylu, Ukraina, 1986             | ok. 1019       | przeliczona na dzień katastrofy  |
| Typowy reaktor atomowy                                       | ok. 1020       | przy mocy elektrycznej 1 GW      |
| Wybuch bomby wodorowej                                       | ok. 1023       | równoważny milionowi ton trotylu |

## Aktywność a zagrożenie promieniowaniem
Aktywność nie określa stopnia zagrożenia promieniowaniem jonizującym. Zagrożenie napromieniowaniem zależy od bardzo wielu czynników, jak: rodzaj promieniowania, energia emitowanych cząstek, ich przenikliwości, rodzaju radionuklidu (czy jest metabolizowany czy od razu wydalany z organizmu), sposobu napromieniowania (z wewnątrz czy z zewnątrz), narządu narażonego na promieniowanie.